# 武泉郡
武泉郡，中国南北朝时设置的郡。
北周设置武泉郡，治所在今湖北省宜城市北，下辖义清县（今湖北南漳县东北）、率道县（今湖北宜城市北）、汉南县（今湖北宜城市），属于襄州。隋文帝开皇三年（583年）废武泉郡，辖境直属于襄州。